# Vincenc Huang Shoucheng
Vincenc Huang Shoucheng (23. července 1923 Kangoo, Fu'an, Čína – 30. července 2016) byl římskokatolický biskup podzemní diecéze Fu'an (Mindong) v provincii Fu-ťien v Číně. Během svých 60 let kněžské nebo biskupské služby strávil 35 let ve vězení, v domácím vězení nebo na nucených pracích.

## Život a dílo

Osobní znak biskupa Vincence Huanga Shouchenga

V 18 letech vstoupil do kněžského semináře v Fuzhou. Na kněze ho 29. června 1949 vysvětil apoštolský administrátor biskup Thomas Niu Huiqing. Poté učil vsemináři v obci Luojiang a stal se vikářem.
Dne 12. listopadu 1955 byl zatčen spolu s dalšími třemi kněžími. V roce 1957 byl odsouzen k převýchově pro své kontrarevoluční zločiny proti komunistickému režimu. V roce 1972 byl potrestán pro svou pastorační činnost.
Na svobodu byl propuštěn v roce 1980. Poté, co biskup James Xie Shiguang byl v roce 1984 uvězněn, vykonával správu diecéze. Přestože neměl povolení čínských státních úřadů, s odvahou vykonával pastoraci v diecézi Xiapu, která se pod jeho vedením značně rozrostla. Z devadesáti tisíc tamních katolíků, včetně šedesáti kněží, dvou set řeholnic a tří set zasvěcených panen, se osmdesát tisíc věřících hlásilo v roce 2016 k této podzemní církvi.
Zůstal věrný, i přes pronásledování, nástupci sv. Petra. V roce 2008 vysvětil svého nástupce, biskupa koadjutora Vincenta Guo Xijina a Benedikt XVI. toto nástupnictví oficiálně uznal.